# Chronologie des événements d'À la recherche du temps perdu
 (janvier 2013).
- Si vous ne connaissez pas le sujet, laissez ce bandeau (vous pouvez alors contacter les auteurs).
- Si vous supprimez le contenu mis en cause (vous pouvez préalablement contacter les auteurs),

argumentez précisément cette suppression dans la page de discussion
(un manque de référence n'est pas un argument ; une recherche réelle de référence doit avoir été effectuée, être formellement documentée).

Cet article situe les événements des sept parties constituant À la recherche du temps perdu, œuvre romanesque de Marcel Proust. Il convient de préciser que le romancier introduit très peu de repères temporels dans son œuvre et qu'ils sont parfois contradictoires. Les dates qui suivent sont donc indicatives.

## Chronologie

### Avant le narrateur
NB Le narrateur est deux fois appelé Marcel

#### 1879
Mariage des parents du narrateur. Swann fait la connaissance d'Odette. 30 janvier : Grévy président de la République. 18 décembre : fête de Paris-Murcie. Fin 1879 : Swann « fait catleya avec Odette ».

#### 1880
Les rapports de Swann et d'Odette se dégradent. Juin : Swann, à la soirée Saint-Euverte, entend de nouveau la petite phrase musicale. Juillet : naissance du narrateur. Octobre-novembre : naissance d'Albertine et des jeunes filles en fleurs, de Morel, de Mlle Vinteuil et de Gilberte, la fille d'Odette. Fin 1880-début 1881 : Odette participe à une croisière en Méditerranée qui dure deux ans.

#### 1881
Début de l'année : Swann rencontre dans un omnibus Mme Cottard qui lui dit qu'Odette l'adore. Sa jalousie calmée, Swann part pour Combray rejoindre Mme de Cambremer-Legrandin.

### Enfance du narrateur

#### 1885
Le narrateur fait avec sa mère une visite de Nouvel An à la tante Léonie qui vient toujours passer l'hiver à Paris. Il doit donner une pièce de 5F à Françoise.

#### 1888
Il se rend chez son oncle Adolphe qui reçoit Odette ce jour-là ; l'oncle est ensuite exclu de la famille et n'est plus reçu à Combray.

#### 1889
Swann épouse Odette.

#### 1890
Le narrateur doit aller se coucher sans recevoir le baiser de sa mère quand Swann vient à Combray chez tante Léonie.

#### 1892
Vacances à Combray. Il fait des promenades vers Tansonville où il voit Gilberte et vers Guermantes dont il n'atteindra jamais le château. Il s'intéresse à deux dames. À Combray, il assiste au mariage de la fille du docteur Percepied et voit la duchesse de Guermantes. À Paris, il va voir Mme Swann.

#### 1894
La fille de Vinteuil mène une vie scandaleuse avec son amie. Le narrateur (14 ans) se masturbe et connaît, pour la première fois, l'amour avec une de ses cousines sur le canapé de tante Léonie. Celle-ci meurt à l'automne. Il en hérite. Il lit Augustin Thierry. Françoise, la servante de tante Léonie, passe au service de ses parents.

### Adolescence

#### 1895
Début de l’année : le narrateur (15 ans) espère visiter Florence et Venise, mais, malade, doit y renoncer. Aux Champs-Élysées, il fait la connaissance de Gilberte. Il va voir la Berma au théâtre. M. de Norpois vient dîner chez ses parents. Il parle de la visite du roi Théodose.

#### 1896
1er janvier : le narrateur propose à Gilberte de bâtir une amitié neuve. Mais, après un début heureux, leurs relations se dégradent. Octobre : il sort encore avec Gilberte et ses parents et rencontre la princesse Mathilde lors de la visite en France de Nicolas II (7 octobre). À cette époque (16 ans), Bloch le conduit chez une entremetteuse.

#### 1897
1er janvier : le narrateur constate qu’il n'a pas réussi à conquérir le cœur de Gilberte. 1re partie de l’année : il a 17 ans et fait partie de la cour d'Odette. Il garde le souvenir du mois de mai. Juin-juillet : il va à Combray pour l’enterrement de la mère de tante Léonie, se promène dans la campagne et voit la vie scandaleuse menée à Montjouvain par Mlle Vinteuil et son amie après le décès de Vinteuil. Août : il fait la connaissance des jeunes filles en fleurs à Balbec. Novembre. Début de l’affaire Dreyfus : publication du bordereau. Déménagement des parents du narrateur qui habitent désormais un appartement dans l'hôtel des Guermantes. Le narrateur s'éprend de Mme de Guermantes. Il la suit dans la rue. Il va à l’opéra pour une soirée de gala. Il entend la Berma pour la deuxième fois.  Fin de l'année et début de l'année suivant. Le narrateur est à Doncières pour tenter de convaincre Saint-Loup de le mettre en relation avec la duchesse de Guermantes, sa tante.

### Débuts mondains

#### 1898
10 janvier : procès Esterhazy. 11 janvier : il est acquitté. 13 janvier : Dans la foulée Zola publie « J'accuse ». Du 7 au 23 février : procès de Zola devant les Assises. Bloch y assiste. Condamnation de l'écrivain qui fait appel du jugement et sera de nouveau jugé en juillet. Printemps après avoir entendu sa grand-mère au téléphone le narrateur rentre à Paris. Il prend conscience que sa grand-mère est malade. Le narrateur fait la connaissance de la maîtresse de Saint-Loup, une actrice. Il reconnaît en elle Rachel-Quant-Du-Seigneur, une prostituée dont il a fait la connaissance quelques années auparavant. Il les accompagne au restaurant. Il assiste à une représentation dans laquelle joue Rachel. Le soir il fait son entrée dans le salon de Mme de Villeparisis. Juin : mort de la grand-mère du narrateur. Le narrateur ne reprend sa vie mondaine qu'en décembre. Hiver : il assiste à un dîner chez la duchesse de Guermantes.

#### 1899
Il est invité à la soirée de la princesse de Guermantes. Dans l'après-midi précédant cette soirée il découvre la conjonction Charlus-Jupien. 3 juin : Picquart sort de prison. Swann est mourant.

#### 1900
Sur l'ordre des médecins, le narrateur (20 ans) part pour Balbec où il a séjourné en 1897. M. de Charlus fait la connaissance de Morel (20 ans) qui fait son service militaire à Doncières. À la Raspelière, Morel est invité à jouer Fêtes de Debussy. Le narrateur et Albertine sont reçus chez les Verdurin (vingt ans après Swann et Odette). Mai : Sarah Bernardt joue L'Aiglon. Le narrateur reste à Balbec jusqu'au 15 septembre. À partir de cette date : Albertine demeure chez lui à Paris.
Note : à partir de La Prisonnière, Proust n'a pas eu le temps d'harmoniser sa chronologie, déjà problématique. Voir ci-dessous plusieurs anachronismes, par exemple la naissance et la mort de certains personnages, ou encore certains faits historiques anticipés ou bien retardés par la chronologie. 

### Le narrateur adulte

#### 1901
Le narrateur vit avec Albertine. Hiver : visite à la duchesse de Guermantes. Charlus a 62 ans. Albertine quitte définitivement le narrateur. Il invite une petite fille chez lui pour diminuer sa tristesse, ce qui pousse les parents de celle-ci à porter plainte contre lui pour détournement de mineur. Plus tard il parle de Rosita accolée à Doodica que Barnum montre à cette époque. Printemps : Albertine s'enfuit et meurt dans un accident. Il commence à oublier Albertine le dimanche de la Toussaint.

#### 1902
Début de l'année : conversation avec Andrée. Printemps : séjour à Venise. Il voit Mme de Villeparisis et M. de Norpois vieillis, ils ont plus de 80 ans. Il s'éprend d'une marchande de verrerie de 17 ans (âge d'Albertine à Balbec). À Venise, un musicien chante Sole mio (créé en 1898). Gilberte annonce son mariage avec Robert de Saint-Loup. Été : 3e séjour à Balbec. Gilberte est grosse.

#### 1903
Gilberte accouche d'une fille (Mlle de Saint-Loup dans La Recherche). Il fait son service militaire.

#### 19?-1914
Le narrateur vit souvent en maison de santé.

#### 1907
Affaire Eulenburg.

#### 1909
Les Ballets russes.

#### 1914
À cause de la guerre, Gilberte part pour Combray.

#### 1916
Début de l'année : Saint-Loup meurt au front, funérailles à Combray. Mort de M. Verdurin, sa femme épousera ensuite le duc de Duras et le prince de Guermantes ruinés par la Révolution en Bavière.

#### 1918
Novembre : promenade sentimentale et nostalgique au bois de Boulogne.

#### 1919
Début de l'année : le narrateur est souffrant, la grippe règne. Épisode de la madeleine qui lui rappelle Combray. Mai-juin : revenant d'une maison de santé, il se rend à une matinée de la princesse de Guermantes ; il a 39 ans, rencontre le duc de Guermantes (83 ans) et demande à voir Mlle de Guermantes (16 ans). Il décide d'écrire la Recherche, c'est le plus beau jour de sa vie (le plus mauvais ayant été le soir de 1890 où sa mère lui refusa son baiser).

## Par volume

### Du côté de chez Swann
- « Combray I »

Lors de nuits d'insomnies (après 1919) le narrateur se souvient de son enfance.
À Combray, il vivait le drame du coucher (1883-1892) ; un soir où Swann vient en visite, sa mère refuse de lui donner un baiser (1890)
Le souvenir revient de manière involontaire lorsque le narrateur goûte une madeleine trempée dans le thé (hiver 1919).
- « Combray II » (1883-1892)

Les dimanches à Combray, matinées et après-midis ; les samedis ; les dimanches soir ; les deux côtés de Combray ; le côté de Méséglise, avec Montjouvain et Mlle Vinteuil à la mauvaise réputation ; le côté de Guermantes, et ce que ce nom mythique évoque au narrateur.
Retour au dormeur éveillé.
- « Un amour de Swann » (1879-80)

Le petit noyau des Verdurin ; premier dîner de Swann chez eux, où il entend la sonate de Vinteuil ; il devient fidèle du salon alors qu'il fait la cour à Odette ; il la possède un soir grâce à un cheval et des catleyas ; Swann est amoureux et entretient Odette ; Forcheville apparaît chez les Verdurin ; Swann devient jaloux ; les Verdurin décident de séparer les deux amants ;  alors qu'il est délaissé, Swann passe une soirée chez la Marquise de Saint-Euverte ; son amour disparaît petit à petit par l'éloignement et les révélations sur le passé d'Odette.
- « Noms de pays : le nom »

Pendant ses nuits d'insomnie (après 1919), le narrateur rêve sur Balbec et le pouvoir des noms de pays.
Il rencontre Gilberte aux Champs-Élysées (1895) ; Épisode du Bois de Boulogne.

### À l'ombre des jeunes filles en fleurs
- « Autour de Madame Swann » (1895-1897)

Swann est devenu le mari d'Odette ; le narrateur voit la Berma dans Phèdre ; M. de Norpois dîne à la maison (fin 1895) ; le narrateur retrouve Gilberte aux Champs-Élysées ; elle l'invite à des goûters chez elle, il découvre la famille Swann ; au cours d'un dîner chez eux, il rencontre l'écrivain Bergotte ; Bloch initie le narrateur à la sexualité (automne 1896) ; il décide de renoncer à voir Gilberte mais continue à aller voir sa mère (mai 1897).
- « Noms de pays : le pays »  (été 1897, même si Proust compte 2 ans entre les deux parties)

Le narrateur part en train avec Françoise et sa grand-mère pour Balbec ; il y découvre le Grand-Hôtel, ses clients, ses employés, rencontre Mme de Villeparisis, M. de Charlus et Robert de Saint-Loup ; il dîne chez Bloch ; Saint-Loup a une maîtresse, prend des photos de la grand-mère du narrateur.
Il rencontre la bande des jeunes filles en fleurs ; il va souvent dîner au restaurant à Rivebelle avec Saint-Loup ; au cours d'une visite au peintre Elstir, il a l'occasion de rencontrer Albertine ; Saint-Loup part ; Albertine et le narrateur se découvrent ; si Gisèle le tente un moment, il aime finalement Albertine ; le séjour à Balbec se termine.

### Le côté de Guermantes I
La famille du narrateur s'installe dans un nouvel appartement dépendant de l'hôtel des Guermantes (fin de l'été 1897) ; il se rend à l'opéra entendre la Berma dans un acte de Phèdre et y voit le tout Faubourg Saint-Germain (automne 1897) ; par la suite, il guette chaque matin la duchesse de Guermantes ; il se rend à Doncières (fin de l'automne) pour voir son ami Saint-Loup qui y est en garnison mais n'y reste qu'une quinzaine de jours car la maladie de sa grand-mère précipite son retour ; reprennent alors les promenades matinales pour se rapprocher de la duchesse.
(une journée de Pâques 1898) le narrateur accompagne Saint-Loup en visite chez sa maîtresse en banlieue, puis rentre à Paris et dîne au restaurant avec eux ; va au théâtre ; puis à la soirée de Mme de Villeprarisis, où il est invité à dîner et où il observe la duchesse de Guermantes, Bloch, M. de Norpois, le duc de Guermantes, Mme Swann, le baron de Charlus et de nombreux autres invités ; à son départ, Charlus lui propose de lui servir de guide.
(quelques semaines plus tard, au milieu de l'été) La grand-mère du narrateur a une attaque.

### Le côté de Guermantes II
- Chapitre premier

(le même jour) le narrateur raccompagne sa grand-mère en fiacre, après avoir consulté le professeur E. Françoise et la mère du narrateur passent la fin de la journée à lui prodiguer des soins, alors même qu'elles la savent perdue. Puis (pendant un certain nombre de jours) le déclin se poursuit, ponctué par les visites de Cottard et de Bergotte, jusqu'à l'application de sangsues. (quelques jours plus tard) L'agonie commence alors ; le duc de Guermantes, le professeur Delafoy et certains membres de la famille font chacun une apparition. Puis la grand-mère du narrateur meurt.
- Chapitre deuxième

(un dimanche d'automne 1898) le narrateur retarde le moment de se lever en évoquant les matinées de brouillard, puis envoie une demande de rendez-vous à Mlle de Stermaria, sur les conseils de Saint-Loup qui lui a écrit la veille. (dans l'après-midi) Mais c'est Albertine qui lui rend visite et qui se laisse embrasser, jouant ainsi « la scène inverse de celle de Balbec ». À cause de cette visite, il est en retard à la soirée de comédie chez Mme de Villeparisis ; il y rencontre la duchesse de Guermantes, qui l'invite à dîner chez elle le vendredi suivant.
(le mardi suivant) Préoccupé par son dîner avec Mlle de Stermaria, prévu pour le lendemain, il se rend dans l'île du Bois pour tout préparer et emmène avec lui Albertine pour l'assister.
(le mercredi suivant) Il reçoit un carton de refus de Mlle de Stermaria ; visite impromptue de Saint-Loup qui l’emmène dîner dans un restaurant parisien. Saint-Loup lui apprend que le baron de Charlus ne souhaite pas qu’il apparaisse chez la duchesse le lendemain, mais qu’il tient à le voir vers onze heures.
(le jeudi suivant)  Il va dîner chez les Guermantes puis rend visite au baron qui, d'abord méprisant, se montre ensuite très amical.
(un jour de printemps 1899) Une invitation surprise à dîner chez la princesse de Guermantes fait croire au narrateur à une plaisanterie. Il ne peut vérifier que ce salon exclusif lui est bien ouvert puisque le duc et la duchesse, qui auraient pu le lui confirmer, sont à Cannes. (le jour où devait avoir lieu la soirée chez la princesse) le narrateur apprend le retour du duc et de la duchesse ; il va donc les attendre, posté dans l'escalier de leur hôtel particulier, où il assiste à une scène dont il préfère différer la description ; il est introduit chez le duc, qui le rassure mais lui demande de ne pas parler de ses hésitations à sa femme ; arrive Swann, malade, qui plus est mal en point dans le monde à cause de son dreyfusisme ; puis c'est l'entrée de la duchesse, qui fait de l'esprit Guermantes ; avant de sortir, le duc lui enjoint de mettre ses souliers rouges.

### Sodome et Gomorrhe
1899-1900

### La Prisonnière
1900-1902

### Albertine disparue
1900-1902

### Le Temps retrouvé
- « Tansonville » : 1903
- « M. de Charlus pendant la guerre » : 1914, 1916
- « Matinée chez la Princesse de Guermantes » : 1925

## Problèmes de chronologie
- Si Gilberte est née en octobre / novembre 1880, comment se fait-il qu’il n’y ait aucune allusion à la grossesse d’Odette dans Un amour de Swann ? Et comment Odette peut-elle se permettre d’aller deux ans en croisière lorsqu’elle vient d’avoir un enfant?

- Durant la soirée chez Mme de Villeparisis en 1898 (Le côté de Guermantes) Bloch fait mention de la guerre russo-japonaise. Or cette guerre eut lieu en 1904 et 1905 tandis que la soirée eut lieu en 1897, certainement avant 1899 puisqu’on parle de Dreyfus comme étant encore sur l’île du Diable et qu’il en est revenu cette année.

- Lors d'une promenade à cheval près de Balbec en 1900 (Sodome et Gomorrhe) le narrateur aperçoit un aéroplane volant le long de la côte. Or les aéroplanes capables de tels vols ne furent développés que bien après les vols des frères Wright, en 1903 aux États-Unis. Il y fait aussi référence dans La Prisonnière
- Toujours dans Sodome et Gomorrhe, Madame de Cambremer mentionne Pelléas et Mélisande de Debussy. Or, si l'action a lieu a bien lieu en 1900, comment les protagonistes peuvent-ils avoir entendu un opéra créé en 1902 ?

- Dans La Prisonnière (œuvre posthume que Proust n’a pas révisée) au début de la soirée chez les Verdurin plusieurs personnages sont déclarés morts pour être plus tard ressuscités, dont Cottard, Saniette, et Mme de Villeparisis. 
  - À l'arrivée du narrateur, de Brichot et du Baron de Charlus, à une soirée chez Mme Verdurin, il dit que Cottard est en train de parler avec Ski. Or. Mme Verdurin sous-entend clairement que Cottard est mort depuis quelque temps déjà, bien que son trépas ait été assez soudain. (Elle consulte un de ses élèves.) Cette soirée chez les Verdurin, à laquelle assiste aussi Saniette, se déroule tout au plus quelques semaines après le départ de Balbec du narrateur et d’Albertine, où Cottard avait l’air bien portant.
  - De plus, le narrateur nous raconte qu’aux obsèques de Saniette quelques années après cette soirée, il apprend de Cottard (ressuscité ?) qu’une rente fut payée secrètement à Saniette par les Verdurin.
  - Durant la même soirée, après le concert, Saniette est renvoyé par M. Verdurin et souffre d’une attaque aussitôt qu’il le quitte. Le narrateur relate qu’il meurt quelques semaines plus tard des suites de cette attaque. Or (voir la note ci-dessus) plus tard lors de la soirée, le narrateur indique que Saniette est mort quelques années après la soirée.
  - Toujours durant la soirée chez les Verdurin, il est clair que Mme de Villeparisis est morte, et pourtant une fois rentré chez lui, le narrateur l'inclut dans la liste des salons qu’il aurait pu visiter s’il n’avait pas été chez les Verdurin ce soir là.
- Dans La Prisonnière, Bergotte meurt quelques heures après avoir rencontré Albertine. Il apparaît dans Albertine disparue quand il dit avoir bien aimé l’article du narrateur publié dans le Figaro après la mort d’Albertine, mais le narrateur spécifie qu'il ne s'agit que d'un rêve.
- Nous retrouvons Mme de Villeparisis, déjà citée morte, dînant avec monsieur de Norpois à Venise, quand le narrateur visite cette ville avec sa mère quelque temps après la mort d’Albertine.
- Nous retrouvons le docteur Cottard à Paris, mort quelque temps avant Albertine, durant la guerre.
- Pas tout à fait un anachronisme, mais le narrateur rencontre Charlus trois ans après le début de la guerre, donc en 1917 et laisse entendre que la mort du Baron serait survenue plus de dix ans après cette rencontre, donc après 1927. Or, Proust étant mort en 1922, cet événement est clairement dans le futur relativement à la genèse de l'œuvre.
- Au début d’Albertine disparue (1901), la mort de la Berma est annoncée dans le journal remonté par Françoise avec la lettre non encore affranchie. Mais en même temps que la matinée de la princesse de Guermantes à la fin du Temps retrouvé, donc après la guerre, la Berma donne chez elle un goûter, auquel d’ailleurs seul un jeune homme se rend.

## Source
- Willy Hachez, « La Chronologie d’À la recherche du temps perdu et les faits historiques indiscutables », Bulletin de la Société des Amis de Marcel Proust et des Amis de Combray no 35, 1985